# 陶比力
陶比力（1945/1946年—），加拿大政治人物，1996年至2009年間以卑詩自由黨黨員身份擔任卑詩省議會議員，先後代表奧卡拿根—彭蒂克頓選區（1996年-2001年）和奧卡拿根—西邊選區（2001年-2009年），並曾於自由黨執政期間在省長金寶爾內閣中擔任數項廳長職務。

## 生平
陶比力於安大略省倫敦出生，在該省西南部成長，後於千里達結識妻子雅斯敏（Yasmin），兩人於1973年結婚並育有三名子女。他曾任註冊管理會計師，供職釀酒業達22年，因工作所需曾與家人遷居安大略省、薩克其萬省、紐芬蘭和以色列各處，後則定居卑詩省內陸彭蒂克頓，出任當地酒莊合夥人，並曾任1994年和95年奧卡拿根葡萄酒節總裁。
他於1995年5月獲取卑詩自由黨候選人資格，1996年省選代表該黨競逐奧卡拿根—彭蒂克頓選區議席並告當選，首度晉身省議會。自由黨在野期間，他出任官方反對黨小型企業、旅遊及文化評議員。該選區於2001年省選前解散重組，他改為競逐奧卡拿根—西邊選區議席並連任省議員。自由黨贏取該屆省選後上台執政，陶比力於同年6月獲省長金寶爾任命為競爭、科學及企業廳長，2004年1月則調任稅務廳長。他於2005年省選連任後，職銜改為小型企業及稅務廳長，並兼任專責放寬監管廳長。2008年6月他宣布不會在翌年省選競逐連任，內閣職務亦被撤掉。
2009年5月陶比力卸任省議員，後出任加拿大稅務局管理委員會成員兩年，2013年-17年間則任該會主席。他亦曾於2012年-14年間出任卑詩保險公司理事會成員及副主席。

## 外部連結
- （英文）卑詩省議會網站 陶比力議員簡介 （页面存档备份，存于）